# پریم (گروه صنعتی)

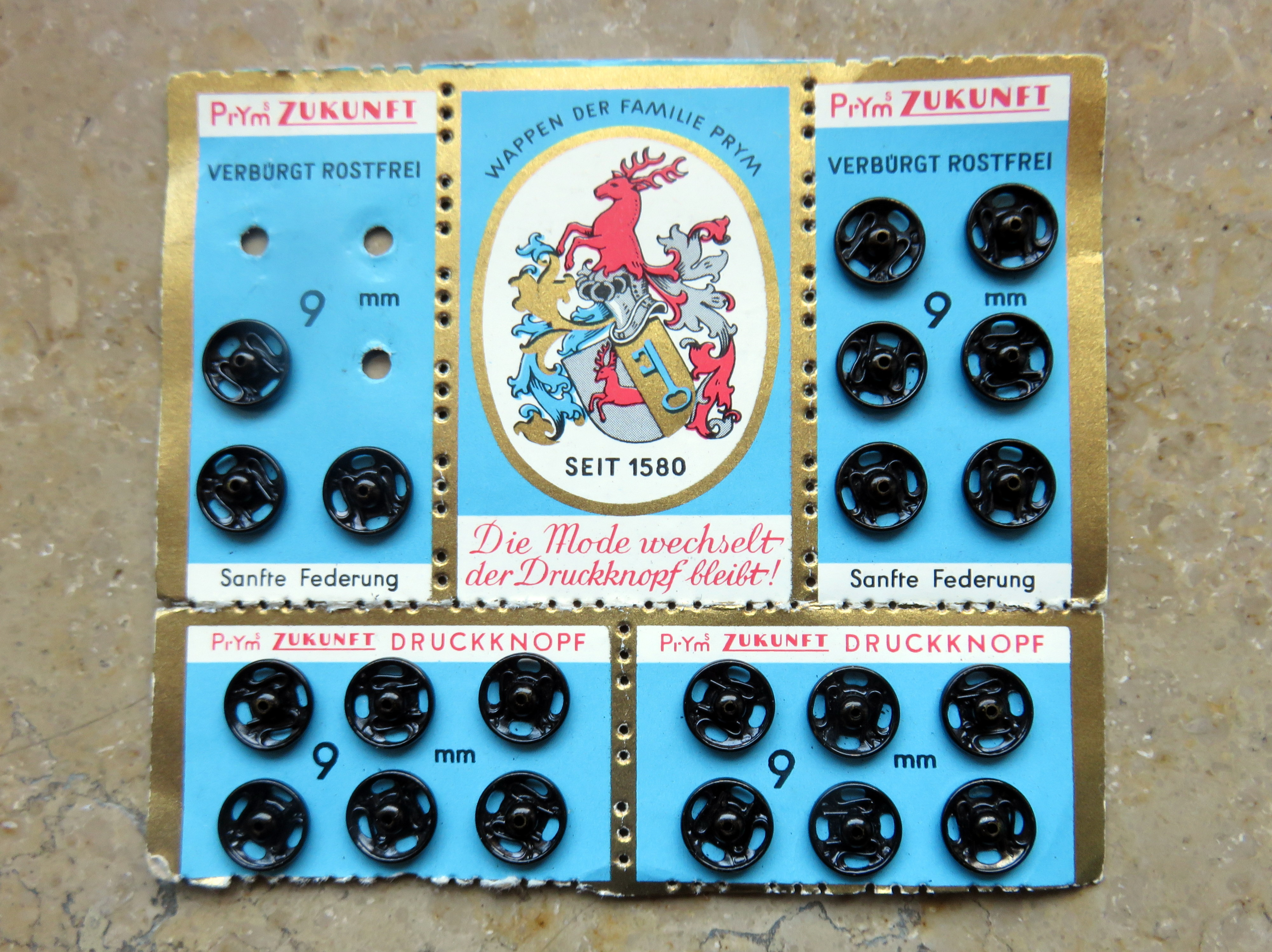
پریم بزرگ‌ترین تولیدکننده دکمه‌های فشاری در جهان است

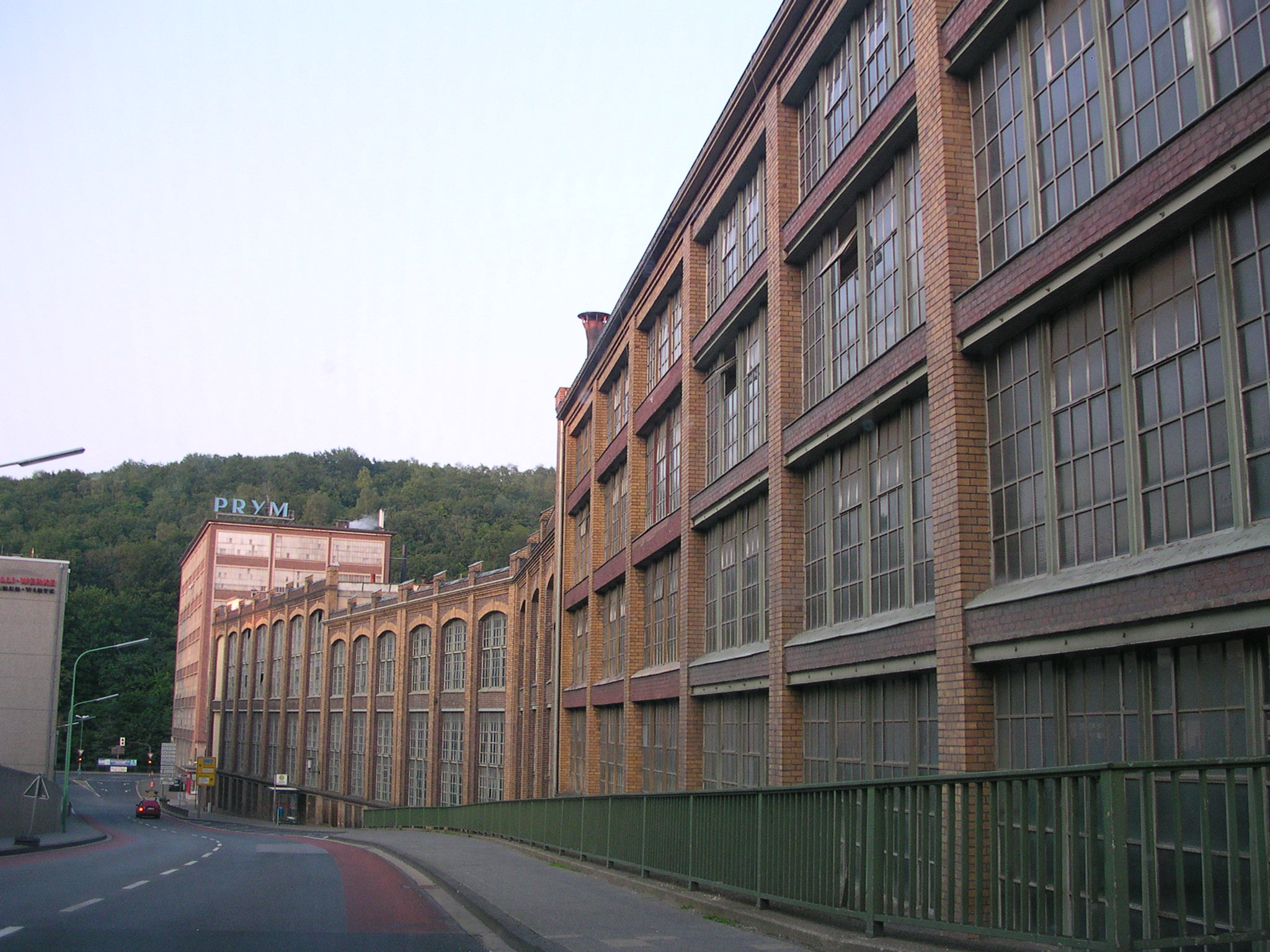
مرکز شرکت در اشتولبرگ

گروه صنعتی پریم (Prym) در سال ۱۵۳۰ میلادی بنیان‌گذاری شده و قدیمی‌ترین شرکت صنعتی (خانوادگی) در آلمان است و از ابتدا در مالکیت یک خانواده مانده. این شرکت تولیدی، با ۳۵۰۰ کارمند و رقم فروش سالانه ۳۸۰ میلیون یورو، در اشتولبرگ (راینلند) آلمان، واقع در ایالت نوردراین وستفالن مستقر است. شرکت‌های تحت پوشش پریم، عمدتاً لوازم جانبی صنایع دوخت پارچه و خیاطی دستی از جمله انواع دکمه‌ها، انواع سوزن‌های دستی و ماشینی، و انواع سنجاق‌ها را برای صنعت پوشاک تولید می‌کنند. تولید قطعات اتوموبیل و صنایع الکترونیک بخش دیگری از تولیدات است. گروه پریم در اروپا، آسیا، آفریقا و آمریکا شعبه دارد و در صنف دکمه، سوزن و افزار مشابه، در بازار جهان بزرگ‌ترین تولیدکننده است.

## تاریخچه
این شرکت به صورت یک کارگاه در سال ۱۵۳۰ توسط زرگری بنام ویلهلم پریم (۱۴۹۰–۱۵۶۱) در شهر آخن، به عنوان یک کارگاه خانوادگی برای تولید برنج و مس تأسیس شد. ۱۱۲ سال بعد، در سال ۱۶۴۲، این خانواده پروتستان در آخن، در آن زمان مرکز کاتولیک‌های متعصب، از حقوق صنفی خود در زمان ناآرامی‌های مذهبی شهر محروم شد و به همین دلیل کریستین پریم (۱۶۱۴–۱۶۸۳) و چندین شرکت دیگر به اشتولبرگ، در نزدیکی آخن نقل مکان کردند.